# 零之使魔
《零之使魔》（ゼロの使い魔）是一部由山口昇（ヤマグチノボル）創作的輕小說，曾被改編為动画、漫画和电子游戏。小說的插畫由兔塚英志（兎塚エイジ）負責。故事主要圍繞發生在異世界魔法学校的角色之間的故事。
作品在2013年山口昇因癌症病逝時尚未完成，Media Factory於2年後宣佈按其留下第21、22卷的故事大綱來編寫並出版續刊。作者逝世后续笔的第21卷于2016年2月25日发售，最終卷第22卷于2017年2月24日发售。第21、22卷的代笔工作由志瑞祐完成。

## 概要
輕小說由2004年6月25日開始發行，原作者已推出20卷和5卷外傳，在原作者因病去世后，发行商按照其生前的故事纲领邀请其他作者续写结尾，两卷已全部出版。漫畫版則在2006年7月27日起開始連載，已推出8卷+5卷外傳。動畫一期在2006年7月2日至2006年9月24日播放；動畫二期於2007年7月8日至 2007年9月23日播放；動畫三期於2008年7月6日至2008年9月21日播放；動畫四期於2012年1月7日在AT-X播放。

## 故事內容
在異世界「哈爾凱尼亞」，被露易絲當作使魔召喚出來的日本高中生平賀才人被捲入了這個世界的一切。召喚才人出來的是長相可愛但完全沒有魔法才能的露易絲。一臉茫然的才人突然被露易絲強吻之後，他的手背出現了一個[盧恩文字](符文)，才人自此變成了露易絲的使魔。
故事主要圍繞在托里斯汀（即露易絲等人所在的王國）所發生的大小事情，並描述露易絲和才人從最初的主僕關係逐漸親近的成長過程。

## 用語

### 國名、地名

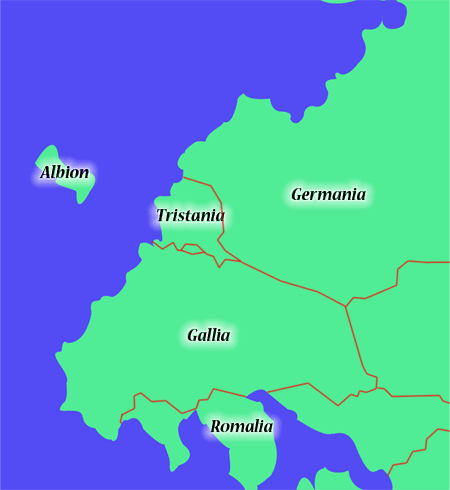
哈爾凱尼亞的地圖

#### 哈爾凱尼亞（Halkeginia）
故事發生所在的大陆。（與欧洲有相似的地理和政治。）

#### 托斯汀
是一個位於哈爾凱尼亞西北部，歷史悠久的小王國，故事女主角露易絲的祖國，大部分的故事都發生於此。（位置大致相當於歐洲的比利时。）首都為托里斯塔尼亞（Tristania）。
托斯汀魔法學院
托里斯汀魔法學院是由象徵土、水、風、火的教室塔，以及學生宿舍塔所構成的五角形建築，中間的主塔則有院長室、寶物庫、禮堂以及餐廳。眾多貴族弟子在此研習魔法的奧秘，為托里斯汀培育國家精英的重要機構。學院內除了托里斯汀的學生之外，也有不少來自加爾馬尼亞和戈里亞的學生於此就讀。
魏斯特利廣場
托斯汀魔法學院中的一個廣場，基修與才人曾在此有一場決鬥。除此之外，魏斯特利廣場也是才人的浴池所在地。
魅惑的妖精亭
位在托里斯汀首都的女僕餐廳。露易絲與才人曾在此打工。
杜・奧爾尼埃爾
一個荒涼的地方，为從前托里斯汀王——也就是漢麗塔的曾祖父藏情人的地方，在才人获得罗马尼亚保卫战取得胜利后，在漢麗塔的授予下，获封为当地的领主。
由于该地只有老弱病残、年轻一辈全部迁往城市生活的缘故，当地的人口老龄化极其严重。
虽然是荒凉的地方，却因为降雨量较少，当地因而以生产葡萄而著名；在才人的发掘下，又多了一个温泉屋，现时该地正迈向成为旅游度假地的第一步。

#### 加爾馬尼亞
加爾馬尼亞（Germania）是哈爾凱尼亞最大的王國。位於托里斯特尼亞的東北方。（與歐洲的德国有相似的位置。加爾馬尼亞亦是古羅馬時期一個省的名字，包括現在德國的西部地區。可能暗指神聖羅馬帝國。英語中「German」即源于此詞）

#### 高盧
高盧（Gallia）是在哈爾凱尼亞的另一個王國，位於托里斯特尼亞的東南部。在東部的沃登森林與加爾馬尼亞接壤。
拉羅謝爾
一個在山脈中的城市。也是一個主要的港口。（現實中的拉羅謝爾為法国西部一海港城市。因十七世紀的拉羅謝爾圍城而聞名。）

#### 羅馬利亞
是一個神聖的帝國，位於高盧以南，她的名字源自羅馬市。（羅馬利亞一般被認為是暗指中世紀時統治著意大利半島的教廷國。）
水都市（Aqualia）
罗马尼亚所属的一处水上城市，建筑风格及城区规划与意大利的威尼斯相似。

#### 阿爾比昂
阿爾比昂（Albion）是一個飄浮的王國，又被稱為白色的王國。在小說18集中，教皇曾解說過阿爾比昂是因「大爆發」而被大量風石支撐，漂浮至天空。因此，為了不讓哈爾凱尼亞出現下一個「漂浮的島嶼」，危及人民的安全，所以希望才人們願意加入聖戰，集合4位虛無使者並奪回聖地。（阿爾比昂是古時不列顛的名字，這個字在是賽爾特語中來自印欧语系中解作「白色」「山」的字根。「Alba」在拉丁语中解作白色，蘇格蘭的蓋爾語中的「Alba」這個字已經沒有這個意思。）

#### 其他
- 撒哈拉精靈族的地盤，和大陸隔著地中海的沙漠地帶，以現實的北非為藍本。

- 東方，才人被假裝的出處，仍然是人類的領域，以現實的亞洲為原型。

### 魔法
魔法是由始祖布利彌爾所創，總共有虛無（零）、風、火、土、水，共5個系統，分別代表五芒星上的各點。除了虛無系統只有始祖以及其傳人可以使用之外，其他系統依照天賦、資質，可以作為基礎的能力或是額外習得。除了特殊的魔法或是緊急使用的魔法，一般的魔法都需要吟唱咒文才能發揮效用，其中虛無的咒文吟唱時間是最長的，也是最強的。
世界萬物由微細的粒子組成，風火水土魔法可以操控它們。而這些微細的粒子由更加微細的粒子所組成，這些超微細粒子只能由虛無魔法操控。
魔法師可以召喚「使魔」（SERVENT），締結契約後，在使魔死亡之前與魔法師雙方都是永遠的夥伴關係。從使魔可以得知魔法師的基礎屬性（例如：齊兒可是火屬性，召喚的是火蜥蜴；塔巴莎是風屬性，召喚的是韻龍）。除了實際戰鬥目的外，使魔還可擔任偵查，成為魔法師的眼線，或是成為傳遞訊息的使者。召喚的使魔多為幻獸，只有虛無系統的使用者，才能召喚人類（或至少是可以使用武器戰鬥的人型生物），如「甘道夫」。
初級的魔法師只具備本身的基礎能力，例如火之魔法師只能使用單一的火咒文。此級的魔法師稱為「點」（POINT）級的魔法師。在往上修練，可以加強原先屬性或是額外習得新的屬性成為「線」（LINE）級，造成可以強化原先火的魔法，或是將火跟風結合，強化成組合的魔法。以此類推，增加一個層級，就可以成為「三角」（TRIANGLE）級，在往上就可以成為「矩形」（SQUARE）級（理論上虛無使用者可達到「星（pentagon）」的等級，未經證實），魔法師的等級越高，就能使用更複雜的魔法。相對的，越高等級的魔法師，使用低等級的魔法就越不用消耗精神。

### 武器
在故事中，異世界人稱由地球送至「哈爾凱尼亞」的武器為『場合錯誤的工藝品』，除了本作男主角平賀才人、謝絲妲的曾祖父佐佐木武雄以及救下歐斯曼院長的士兵之外，還有一些『工藝品』送來此世界，以下為該些武器的介紹。
破壞之杖
正式名稱為M72反坦克火箭筒，由救下歐斯曼院長的士兵持有。（在動畫版中從該士兵制服可得知他為越戰士兵）單發制。有兩把，其中一把於三十年前救下歐斯曼後與士兵一同埋下；另一把則作為士兵的遺物，由歐斯曼命名為"破壞之杖"後收入寶物庫，並封存近三十年後由才人發射，擊下土塊之佛肯的哥雷姆。
龍之羽衣
正式名稱為零式戰機（動畫中該機種為零戰52型），謝絲妲的曾祖父，海軍少尉佐佐木武雄在執行任務期間因不明原因連同本戰機一起被傳送到哈爾凱尼亞這個世界來，迫降後本機被封存起來；在才人探訪謝絲妲村子時解封，由其駕駛。機身寫著“辰”字。
在第二季动画中，在阿尔比昂雪山迫降，雖然後來有收回，但被置放在學園的廣場。
偉大之槍
正式名稱是德製88毫米高射砲。
動畫第三期中，才人利用它及露易絲的虛無魔法一起擊下雪菲爾的“耶夢加德”（矩形級的土之哥雷姆）。小說中並未出現，同一場景為露易絲以虛無擊敗耶夢加德。
動畫第四部装备于东方号，用于对古代魔龙的作战。
長槍
似乎是始祖布利彌爾於遙遠東方沙漠，羅帕·阿爾·卡里耶，以傳送門召喚出來的『工藝品』，而羅馬利亞的密探由東方之地，又稱為聖地，偷偷地運回羅馬利亞，並存於羅馬利亞大聖堂下。甘道夫的左手所持的是用來保護主人的大劍（即德魯弗林加），右手所持的長槍即為甘道夫用來對敵人施加攻擊的“最強的武器”，而存於羅馬尼亞大聖堂底下的『工藝品』即為長槍，就是才人所用的“虎式坦克”、“AK突擊步槍”、“自動手槍”之類的發射型武器。但由密探帶回的武器並非只有發射型武器，就連日本武士的日本刀也有。
战斗机
在动画版“零之使魔F”第七集里，才人和蒂法尼亚两人在绿洲畅泳时，才人刮掉绿洲中心疑似石头面层的一片青苔，发现发现一些铆钉和铝合金一起焊接起来的痕迹，下潜观察后发现了一架双座战斗机，型号为美国F-4“幽灵（Phantom）”战斗机，机身涂层为日本航空自衛队的图样，由于机体进水完全故障，无法启动，“神之左手”更对此无反应。
動畫版大结局时，才人回到原来世界，从航空自衛队偷得一架三菱F-2战斗机，使用AIM-9响尾蛇导弹击伤古代魔龙（Ancient Dragon），并启动弹射座椅让战斗机撞向古代魔龙。
小说版里才人发现的则不是战斗机，在《古深渊的圣地》故事里，才人发现的是俄罗斯的核动力战略核潜艇，根据小说描述，型号可能是949型核潛艇，是才人、蒂法尼亚和露可夏娜等人在深海某处发现的，精灵族称它为“海龙船”，但由于潜艇里的铀元素核燃料棒早已消失无踪，其压水式反应堆无法提供足够動力讓潜艇启动，潛艇中仍存有核彈等威力強大的武器（由于该潜艇是配备了放置于潜艇两侧的导弹发射阵列的反舰及对空导弹，所以不排除除了核弹，还有其他武器，如鱼雷等）。
手枪
在动画版“零之使魔F”第三集里，罗马尼亚被无能王约瑟夫和雪菲爾所率领的部队侵扰时，才人从朱利奥手上得到的，被称为罗马尼亚的“保管品”之一的手枪，其中第一枪打中了雪菲爾的右大腿，导致雪菲爾右腿被截断；另外几发子弹在对付无能王约瑟夫时全被消耗殆尽，虽然无能王约瑟夫捡得并且对才人使用，却犯下与土塊之佛肯同样的错误（都是不知道没有子弹的情况下使用自己从未用过的武器），被露易丝以“爆炸”魔法成功阻止。
后来归才人所有，正式名称是SIG P226半自動手槍，使用9x19mm子彈。才人在與約瑟夫的戰鬥中丟棄。

## 小說

### 正篇
| 卷數                   | 日文標題 | 中文標題             | Media Factory  | Media Factory          | 尖端出版社                  | 尖端出版社                                            |
| 卷數                   | 日文標題 | 中文標題             | 發售日期       | ISBN                   | 發售日期                    | ISBN                                                  |
| 原作                   | 原作     | 原作                 | 原作           | 原作                   | 原作                        | 原作                                                  |
| ---------------------- | -------- | -------------------- | -------------- | ---------------------- | --------------------------- | ----------------------------------------------------- |
| 1                      |          | 零之使魔             | 2004年6月25日  | ISBN 978-4-8401-1105-8 | 2007年1月30日               | ISBN 978-957-10-3483-6                                |
| 2                      |          | 風之阿爾比昂         | 2004年9月25日  | ISBN 978-4-8401-1144-7 | 2007年5月18日               | ISBN 978-957-10-3541-3                                |
| 3                      |          | 始祖的祈禱書         | 2004年12月25日 | ISBN 978-4-8401-1196-0 | 2007年8月9日                | ISBN 978-957-10-3640-3                                |
| 4                      |          | 誓約的水精靈         | 2005年3月25日  | ISBN 978-4-8401-1236-9 | 2007年11月19日              | ISBN 978-957-10-3699-1                                |
| 5                      |          | 托里斯塔尼亞的假日   | 2005年7月25日  | ISBN 978-4-8401-1290-1 | 2007年12月15日              | ISBN 978-957-10-3725-7                                |
| 6                      |          | 贖罪的赤炎石         | 2005年11月25日 | ISBN 978-4-8401-1449-3 | 2008年3月18日               | ISBN 978-957-10-3790-5                                |
| 7                      |          | 銀之降臨祭           | 2006年2月24日  | ISBN 978-4-8401-1501-8 | 2008年6月13日               | ISBN 978-957-10-3862-9                                |
| 8                      |          | 思鄉的小夜曲         | 2006年6月23日  | ISBN 978-4-8401-1542-1 | 2008年8月13日               | ISBN 978-957-10-3902-2                                |
| 9                      |          | 雙月的舞會           | 2006年9月25日  | ISBN 978-4-8401-1707-4 | 2008年12月12日              | ISBN 978-957-10-3979-4                                |
| 10                     |          | 伊法爾蒂的勇者       | 2006年12月25日 | ISBN 978-4-8401-1766-1 | 2009年6月9日                | ISBN 978-957-10-4070-7                                |
| 11                     |          | 追憶的二重奏         | 2007年5月25日  | ISBN 978-4-8401-1859-0 | 2009年8月13日               | ISBN 978-957-10-4089-9                                |
| 12                     |          | 妖精們的假日         | 2007年8月24日  | ISBN 978-4-8401-1900-9 | 2009年10月30日              | ISBN 978-957-10-4166-7                                |
| 13                     |          | 聖國的世界扉         | 2007年12月25日 | ISBN 978-4-8401-2110-1 | 2010年1月27日               | ISBN 978-957-10-4205-3                                |
| 14                     |          | 水都市的聖女         | 2008年5月25日  | ISBN 978-4-8401-2319-8 | 2010年7月27日               | ISBN 978-957-10-4313-5                                |
| 15                     |          | 忘卻的夢迷宮         | 2008年9月25日  | ISBN 978-4-8401-2418-8 | 2010年11月30日              | ISBN 978-957-10-4371-5                                |
| 16                     |          | 杜・奧爾尼埃爾的安穩 | 2009年2月25日  | ISBN 978-4-8401-2664-9 | 2011年2月9日                | ISBN 978-957-10-4423-1                                |
| 17                     |          | 黎明的修女           | 2009年6月25日  | ISBN 978-4-8401-2807-0 | 2011年5月6日                | ISBN 978-957-10-4509-2                                |
| 18                     |          | 滅亡的魂靈石         | 2010年1月25日  | ISBN 978-4-8401-3153-7 | 2011年9月1日                | ISBN 978-957-10-4605-1                                |
| 19                     |          | 始祖的圓鏡           | 2010年7月23日  | ISBN 978-4-8401-3454-5 | 2012年1月13日               | ISBN 978-957-10-4722-5                                |
| 20                     |          | 古深淵的聖地         | 2011年2月25日  | ISBN 978-4-8401-3821-5 | 2012年5月21日 2012年6月28日 | EAN 471-7702-24908-3（特裝版） ISBN 978-957-10-4788-1 |
| 作者病逝後由志瑞祐代筆 |          |                      |                |                        |                             |                                                       |
| 21                     |          | 六千年的真實         | 2016年2月25日  | ISBN 978-4-04-068118-4 | 2016年2月25日               | ISBN 978-957-10-6386-7                                |
| 22                     |          | 零之神話             | 2017年2月24日  | ISBN 978-4-04-069084-1 | 2017年3月13日               | ISBN 978-957-10-7257-9                                |

### 外傳
| 卷數 | 日文標題 | 台灣標題                   | Media Factory  | Media Factory          | 尖端出版社     | 尖端出版社             |
| 卷數 | 日文標題 | 台灣標題                   | 發售日期       | ISBN                   | 發售日期       | ISBN                   |
| ---- | -------- | -------------------------- | -------------- | ---------------------- | -------------- | ---------------------- |
| 1    |          | 零之使魔外傳 塔帕莎的冒險  | 2006年10月25日 | ISBN 978-4-84-011726-8 | 2009年3月7日   | ISBN 978-957-10-4022-6 |
| 2    |          | 零之使魔外傳 塔帕莎的冒險2 | 2007年10月25日 | ISBN 978-4-84-012058-6 | 2010年5月5日   | ISBN 978-957-10-4206-0 |
| 3    |          | 零之使魔外傳 塔帕莎的冒險3 | 2009年3月25日  | ISBN 978-4-84-012727-1 | 2011年5月6日   | ISBN 978-957-10-4510-8 |
| 4    |          | 烈風的騎士姬               | 2009年10月23日 | ISBN 978-4-84-013053-0 | 2011年5月6日   | ISBN 978-957-10-4511-5 |
| 5    |          | 烈風的騎士姬2              | 2010年3月25日  | ISBN 978-4-84-013246-6 | 2011年10月21日 | ISBN 978-957-10-4626-6 |

## 相關書籍

### 漫畫
零之使魔（ゼロの使い魔）
2006年8月號（創刊號）到2009年10月號期間進行連載。全7卷。作畫：望月奈奈。
| 卷數 | Media Factory  | Media Factory          | 尖端出版社     | 尖端出版社           |
| 卷數 | 發售日期       | ISBN                   | 發售日期       | EAN                  |
| ---- | -------------- | ---------------------- | -------------- | -------------------- |
| 1    | 2006年12月22日 | ISBN 4-8401-1647-4     | 2007年8月9日   | EAN 471-7702-21227-8 |
| 2    | 2007年5月23日  | ISBN 978-4-8401-1910-8 | 2007年12月10日 | EAN 471-7702-21552-1 |
| 3    | 2007年10月23日 | ISBN 978-4-8401-1965-8 | 2008年6月13日  | EAN 471-7702-21895-9 |
| 4    | 2008年3月22日  | ISBN 978-4-8401-2209-2 | 2008年11月12日 | EAN 471-7702-22108-9 |
| 5    | 2008年8月23日  | ISBN 978-4-8401-2257-3 | 2009年7月3日   | EAN 471-7702-22396-0 |
| 6    | 2009年3月23日  | ISBN 978-4-8401-2551-2 | 2010年2月5日   | EAN 471-7702-22820-0 |
| 7    | 2010年1月23日  | ISBN 978-4-8401-2969-5 | 2010年11月6日  | EAN 471-7702-23541-3 |

零之使魔外傳 塔帕莎的冒險（ゼロの使い魔外伝 タバサの冒険）
2007年12月號到2010年7月號期間進行連載。全5卷。作畫：今拓人。
| 卷數 | Media Factory | Media Factory          | 尖端出版社    | 尖端出版社           |
| 卷數 | 發售日期      | ISBN                   | 發售日期      | EAN                  |
| ---- | ------------- | ---------------------- | ------------- | -------------------- |
| 1    | 2008年3月22日 | ISBN 978-4-8401-2210-8 | 2008年12月8日 | EAN 471-7702-22156-0 |
| 2    | 2008年9月23日 | ISBN 978-4-8401-2268-9 | 2009年6月15日 | EAN 471-7702-22447-9 |
| 3    | 2009年3月23日 | ISBN 978-4-8401-2552-9 | 2010年5月5日  | EAN 471-7702-22823-1 |
| 4    | 2010年1月23日 | ISBN 978-4-8401-2970-1 | 2011年6月18日 | EAN 471-7702-24077-6 |
| 5    | 2010年8月23日 | ISBN 978-4-8401-3359-3 | 2011年9月14日 | EAN 471-7702-24348-7 |

零之使魔～騎士篇～（ゼロの使い魔 シュヴァリエ）
2010年3月號到2013年5月號期間進行連載。全4卷。作畫：緋賀由香理。
故事改編自小說第6〜7卷的部分。
| 卷數 | Media Factory | Media Factory          | 尖端出版社    | 尖端出版社           |
| 卷數 | 發售日期      | ISBN                   | 發售日期      | EAN                  |
| ---- | ------------- | ---------------------- | ------------- | -------------------- |
| 1    | 2010年8月23日 | ISBN 978-4-8401-3358-6 | 2011年6月18日 | EAN 471-7702-24075-2 |
| 2    | 2011年8月23日 | ISBN 978-4-8401-4025-6 | 2012年6月15日 | EAN 471-7702-24863-5 |
| 3    | 2012年6月23日 | ISBN 978-4-8401-4483-4 |               |                      |
| 4    | 2013年5月23日 | ISBN 978-4-8401-5059-0 |               |                      |

零啾使魔幼稚園（ゼロのちゅかいま よーちえんnano!）
2009年11月號到2012年5月號期間進行連載。全3卷。作畫：高村正也（タカムラマサヤ）。
| 卷數 | Media Factory | Media Factory          | 尖端出版社    | 尖端出版社           |
| 卷數 | 發售日期      | ISBN                   | 發售日期      | EAN                  |
| ---- | ------------- | ---------------------- | ------------- | -------------------- |
| 1    | 2010年8月23日 | ISBN 978-4-8401-3360-9 | 2011年9月3日  | EAN 471-7702-24076-9 |
| 2    | 2011年8月23日 | ISBN 978-4-8401-4023-2 | 2012年11月6日 | EAN 471-7702-25074-4 |
| 3    | 2012年4月23日 | ISBN 978-4-8401-4453-7 |               |                      |

### 官方漫畫選集
零之使魔 官方漫畫選集
| 副標題 | Media Factory  | Media Factory          |
| 副標題 | 發售日期       | ISBN                   |
| ------ | -------------- | ---------------------- |
|        | 2007年8月23日  | ISBN 4-8401-1944-3     |
|        | 2007年9月22日  | ISBN 4-8401-1957-3     |
|        | 2007年10月20日 | ISBN 4-8401-1966-5     |
|        | 2007年12月22日 | ISBN 4-8401-1981-8     |
|        | 2008年1月23日  | ISBN 4-8401-1994-8     |
|        | 2008年2月23日  | ISBN 4-8401-2202-3     |
|        | 2008年7月23日  | ISBN 4-8401-2248-1     |
|        | 2008年8月23日  | ISBN 4-8401-2258-0     |
|        | 2008年9月22日  | ISBN 978-4-8401-2267-9 |

### 畫冊
動畫設定畫集
零之使魔Complete（ゼロの使い魔コンプリート）
- 2006年11月2日發售、ISBN 4-8401-1732-2（Media Factory）

零之使魔～雙月的騎士～Complete（ゼロの使い魔 ～双月の騎士～コンプリート）
- 2007年11月16日發售、ISBN 978-4-8401-2091-3（Media Factory）

零之使魔～三美姬的輪舞～Complete（ゼロの使い魔〜三美姫の輪舞〜コンプリート）
- 2009年1月31日發售、ISBN 978-4-8401-2649-6（Media Factory）

插畫集
零之使魔 Perfect Book（ゼロの使い魔 Perfect Book）
- 2007年12月21日發售、ISBN 978-4-7966-5986-4

兔塚英志 Zero—「零之使魔」Illust Collection 畫冊（Zero〜ゼロの使い魔 兎塚エイジ Illust collection〜）
| 卷數 | Media Factory | Media Factory          | 尖端出版社    | 尖端出版社             |
| 卷數 | 發售日期      | ISBN                   | 發售日期      | EAN                    |
| ---- | ------------- | ---------------------- | ------------- | ---------------------- |
| 全   | 2008年1月25日 | ISBN 978-4-8401-2069-2 | 2008年3月27日 | ISBN 978-957-103-805-6 |

零之使魔 Visual Collection（ゼロの使い魔ビジュアルコレクション）
- 2008年3月28日發售、ISBN 978-4-05-403716-8

零之使魔〜雙月的騎士〜露易絲寫真集 （ゼロの使い魔〜双月の騎士〜ルイズ写真集）
- 2008年9月20日發售、ISBN 978-4-7580-1112-9

## 電視動畫

### 製作人員
- 企畫：永田勝治（Media Factory）、關一郎（松竹）、大澤信博（GENCO）
- 導演：岩崎良明（第1期）、紅優（第2期、第3期）
- 系列構成、編劇：吉岡孝夫（第1期）、河原祐二（第2期）、長谷川菜穗子（第3期）
- 角色原案：兔塚英志
- 人物設計、總作畫指導：藤井昌宏
- 道具設計：飯塚晴子
- 美術指導：廣瀨義憲
- 色彩設計：石川恭介
- 攝影指導：丸茂力也
- 剪接：後藤正浩（TAVAC）
- 剪接工作室：TAVAC（東映動畫旗下）
- 音樂：光宗信吉
- 音樂總監：澀谷知子
- 音樂製作：Happinet（第1期、第2期）、Columbia Music Entertainment（第3期）
- 音響設計：高橋剛
- 音響總監：川島誠二
- 音響製作、錄音室：Glovision Inc.（角川集團旗下）
- 音響製作統籌：岸川直樹
- 動作音效設計：今野康之（スワラプロ）
- 錄音師：三浦拓也
- 錄音調整：黑崎裕樹
- 網頁設計：須子博方（Chara-Ani）、籏野篤（山貓）
- 宣傳：土屋慎一、鶴岡信哉
- 協力：中嶋嘉美（Bigshot → Quaras Inc.）
- 企畫協力：三坂泰二（Media Factory）、佐藤亞由美（Media Factory）
- 製作統籌：岩崎篤史（Media Factory）、吉田剛（松竹）、佐藤尚樹（GENCO）、柏田真一郎
- 監製：堀内麻紀（Media Factory）、市井美帆（松竹）、松尾光廣（GENCO）
- 動畫總監：松倉友二
- 演出：GENCO
- 動畫製作：J.C.STAFF
- 出品：《零之使魔》製作委員会（Media Factory、松竹、GENCO）

### 配音人員
參見登場人物

### 主題歌
|        | 曲名                                 | 作詞     | 作曲       | 編曲       | 歌手                                                    |
| 片頭曲 | 片頭曲                               | 片頭曲   | 片頭曲     | 片頭曲     | 片頭曲                                                  |
| ------ | ------------------------------------ | -------- | ---------- | ---------- | ------------------------------------------------------- |
| 第一季 | First kiss（初吻）                   | ICHIKO   | 新井理生   | 新井理生   | ICHIKO                                                  |
| 第二季 | I SAY YES（我願答應妳）              | 森由里子 | 坂部剛     | 新井理生   | ICHIKO                                                  |
| 第三季 | YOU'RE THE ONE (妳是唯一)            | 森由里子 | 牧野幸介   | 新井理生   | ICHIKO                                                  |
| 第四季 | I'LL BE THERE FOR YOU                | 森由里子 | 岩崎貴文   | 新井理生   | ICHIKO                                                  |
| 片尾曲 |                                      |          |            |            |                                                         |
| 第一季 | （真正的心意）                       | 森由里子 | 新井理生   | 新井理生   | 露易丝·法兰西斯·露·布朗·杜·拉·瓦里埃尔 （声：釘宮理惠） |
| 第二季 | （喜欢？讨厌！？喜欢！！！）         | 森由里子 | 新井理生   | 新井理生   | 露易丝·法兰西斯·露·布朗·杜·拉·瓦里埃尔 （声：釘宮理惠） |
| 第三季 | （抱歉♥）                            | 森由里子 | 牧野幸介   | 渡部チェル | 露易丝·法兰西斯·露·布朗·杜·拉·瓦里埃尔 （声：釘宮理惠） |
| 第四季 | キスシテ↑アゲナイ↓（人家才不要吻你） | 森由里子 | 大石憲一郎 | 大石憲一郎 | 露易丝·法兰西斯·露·布朗·杜·拉·瓦里埃尔 （声：釘宮理惠） |

### 各話列表
| 零之使魔（第一季）                 | 零之使魔（第一季） | 零之使魔（第一季）    | 零之使魔（第一季） | 零之使魔（第一季）  | 零之使魔（第一季） | 零之使魔（第一季）                                        | 零之使魔（第一季）   |
| 話數                               | 日文標題           | 中文標題              | 劇本               | 分鏡                | 演出               | 作畫監督                                                  | 改編原作小說         |
| ---------------------------------- | ------------------ | --------------------- | ------------------ | ------------------- | ------------------ | --------------------------------------------------------- | -------------------- |
| 第01話                             |                    | 零的露易絲            | 吉岡孝夫           | 岩崎良明            | 岩崎良明           | 藤井昌宏                                                  | 第1卷                |
| 第02話                             |                    | 平民的使魔            | 吉岡孝夫           | 二瓶勇一            | 吉本毅             |                                                           | 第1卷                |
| 第03話                             |                    | 微熱的誘惑            | 吉岡孝夫           | 上原秀明            | 上原秀明           | 柴田志朗                                                  | 第1卷                |
| 第04話                             |                    | 女僕的危機            | 吉岡孝夫           | 佐佐木皓一          | 佐佐木皓一         | 中島美子                                                  | 動畫原創             |
| 第05話                             |                    | 托里斯汀的公主        | 吉岡孝夫           | 鈴木洋平            | 鈴木洋平           | 篁馨、杉本功                                              | 第1、2卷             |
| 第06話                             |                    | 盜賊的真正身份        | 吉岡孝夫           | 福田道生            | 高島大輔           | 龜井治                                                    | 第1卷                |
| 第07話                             |                    | 露易絲的打工          | 吉岡孝夫           | 大上相馬            | 山内東生雄         | 冷水由紀繪                                                | 第5卷                |
| 第08話                             |                    | 塔帕莎的秘密          | 吉岡孝夫           | 二瓶勇一            | 上田繁             | 杉本功、                                                  | 第3、4卷             |
| 第09話                             |                    | 露易絲的變心          | 吉岡孝夫           | 上原秀明            | 上原秀明           | 柴田志朗、木本茂樹                                        | 第4卷                |
| 第10話                             |                    | 公主的請託            | 吉岡孝夫           | 東海林真一          | 矢花馨             | 中島美子                                                  | 第2卷                |
| 第11話                             |                    | 露易絲的結婚          | 吉岡孝夫           | 鈴木洋平            | 鈴木洋平           | 龜井治、 中村基                                           | 第2卷                |
| 第12話                             |                    | 零的秘寶              | 吉岡孝夫           | 大上相馬            | 高島大輔           | 冷水由紀繪、木本茂樹 梶谷光春                             | 第2、3卷             |
| 第13話                             |                    | 虛無的露易絲          | 吉岡孝夫           | 岩崎良明            | 岩崎良明           | 藤井昌宏、梶谷光春                                        | 第3卷、動畫原創      |
| 零之使魔～雙月的騎士～（第二季）   |                    |                       |                    |                     |                    |                                                           |                      |
| 第01話                             |                    | 女王殿下的ZERO        | 河原ゆうじ         | 鈴木洋平            | 鈴木洋平           | 藤井昌宏、棚澤隆                                          | 動畫原創             |
| 第02話                             |                    | 風與水的誓言          | 北条千夏           | 中村守              | 高島大輔           | 冷水由紀繪、棚澤隆                                        | 第4卷                |
| 第03話                             |                    | 聖職者之劍            | 河原ゆうじ         | 藤原良二            | 橋本敏一           | 富岡寛、谷川政輝                                          | 第6、7、8卷 動畫原創 |
| 第04話                             |                    | 瓦利埃爾家三姊妹      | 杉浦真夕           | 上原秀明            | 上原秀明           | 清水祐美、山本篤志 藤井昌宏                               | 第6卷                |
| 第05話                             |                    | 間諜的刻印            | 河原ゆうじ         | 三宅和男            | 小林公二           | 大河原晴男                                                | 動畫原創             |
| 第06話                             |                    | 女王的假日            | 北千夏             | 鈴木洋平            | 鈴木洋平           | 長谷川真也、川上哲也 川田剛                               | 第5卷                |
| 第07話                             |                    | 地底的秘密文書        | 河原ゆうじ         | 上原秀明            | 上原秀明           | 山本篤史、宮下雄次                                        | 動畫原創             |
| 第08話                             |                    | 魔法學院的危機        | 杉浦真夕           | 佐佐木皓一          | 佐佐木皓一         | 伊藤奈美                                                  | 第6卷、動畫原創      |
| 第09話                             |                    | 炎之贖罪              | 杉浦真夕           | 福田道生            | 橋本敏一           | 冷水由紀繪、棚澤隆                                        | 第6卷、動畫原創      |
| 第10話                             |                    | 雪嶺之敵              | 河原ゆうじ         | 高田耕一            | 小林公二           | 大河原晴男、棚澤隆                                        | 動畫原創             |
| 第11話                             |                    | 銀之降臨祭            | 河原ゆうじ         | 福田道生 紅優       | 秋田谷典昭         | 宮下雄次、冷水由紀繪 富岡寛、木野下澄江 棚澤隆            | 第7卷                |
| 第12話                             |                    | 訣別的婚禮            | 北千夏             | 鈴木洋平            | 鈴木洋平           | 藤井昌宏                                                  | 第7卷、動畫原創      |
| 零之使魔～三美姬的輪舞～（第三季） |                    |                       |                    |                     |                    |                                                           |                      |
| 第01話                             |                    | 使魔的刻印            | 長谷川菜穗子       | 紅優                | 橋本敏一           | 藤井昌宏                                                  | 第8卷、動畫原創      |
| 第02話                             |                    | 森林的妖精            | 長谷川菜穗子       | 鈴木洋平            | 青井小夜           | 大河原晴男、冷水由紀繪 青井小夜                           | 第8卷                |
| 第03話                             |                    | 英雄的歸來            | 長谷川菜穗子       | 上原秀明            | 岸川寛良           | 梶浦紳一郎、岡野幸男 藤井昌宏、三木俊明                   | 第9卷                |
| 第04話                             |                    | 傳聞中的轉學生        | 安川正吾           | 鈴木洋平            | 伊藤浩             | 大木良一                                                  | 第12卷               |
| 第05話                             |                    | 魅惑的女子浴室        | 國澤真理子         |                     | 鈴木吉男           | 長坂寛治、藤井昌宏 三木俊明、坂田理                       | 第12卷               |
| 第06話                             |                    | 禁止的魔法藥          | 長谷川菜穗子       | 上原秀明            | 上原秀明           | 宮下雄次、内原茂 許宰銑                                   | 第12卷               |
| 第07話                             |                    | 斯雷普尼爾舞會        | 中瀬理香           | 鈴木洋平            | 岸川寛良           | 佐藤清光、飯飼一幸 藤井昌宏、三木俊明 堀内博之            | 第9卷                |
| 第08話                             |                    | 東方號的追蹤          | 安川正吾           | 橋本敏一            | 橋本敏一           | 大木良一、佐藤敏明                                        | 第10卷               |
| 第09話                             |                    | 塔帕莎的妹妹          | 國澤真理子         | 葛谷直行            | 岩田義彥           | 小野和寛、金紀杜 藤井昌宏、三木俊明 坂田理                | 第10卷               |
| 第10話                             |                    | 國境之巔              | 中瀬理香           | 鈴木洋平            | 岸川寛良           | 三木俊明、坂田理 藤井昌宏                                 | 第10卷               |
| 第11話                             |                    | 阿布拉罕城的囚犯      | 安川正吾           | 上原秀明            | 上原秀明           | 内原茂、木野下澄江 松原一之                               | 第10卷               |
| 第12話                             |                    | 自由之翼              | 長谷川菜穗子       | 鈴木洋平            | 鈴木洋平           | 大木良一、藤井昌宏                                        | 第11卷、動畫原創     |
| OVA                                | 诱惑の砂浜         | 誘惑的沙灘            | 國澤真理子         |                     | 橋本敏一           | 許宰銑、三木俊明 飯塚晴子、木下由美子 清水博幸            | 動畫原創             |
| 零之使魔F（第四季）                |                    |                       |                    |                     |                    |                                                           |                      |
| 第01話                             |                    | 聖國的露易絲          | 安川正吾           | 岩崎良明            | 岩崎良明           | 藤井昌宏                                                  | 第13卷、動畫原創     |
| 第02話                             |                    | 水都市的巫女          | 安川正吾           | 堀之内元            | 堀之内元 藤本次朗  | 神本兼利                                                  | 第13、14卷 動畫原創  |
| 第03話                             |                    | 無能王的亂心          | 安川正吾           | 柳伸亮              | 丸山由太           | 北川大輔、山本篤史 藤井昌宏                               | 第15卷、動畫原創     |
| 第04話                             |                    | 女王陛下的恩賜        | 國澤真理子         | 岡村正弘            | 岡村正弘           | 前田學史、出野喜則 、藤井昌宏                             | 第16卷、動畫原創     |
| 第05話                             |                    | 杜·奧爾尼埃爾的少女們 | 國澤真理子         | 園田雅裕            | 奥野浩行           | 落合瞳、北村晉也 藤井昌宏                                 | 第16卷、動畫原創     |
| 第06話                             |                    | 混亂的露天澡堂        | 國澤真理子         | 鈴木洋平            | 鈴木洋平           | 戶田麻衣、長谷川亨雄 藤井昌宏                             | 第17、18卷           |
| 第07話                             |                    | 沙漠的精靈            | 安川正吾           | 大久保正雄          | 嵯峨敏             | 小野和寛、兵渡勝 藤井昌宏                                 | 第19卷               |
| 第08話                             |                    | 逃亡的地下水道        | 安川正吾           | 島崎奈奈子 越田知明 | 村上貴之           | 神本兼利、市原圭子 原修一、藤井昌宏                       | 第19、20卷 動畫原創  |
| 第09話                             |                    | 塔帕莎的戴冠          | 國澤真理子         | 堀之内元            | 藤本次朗           | 前田學史、北原 藤井昌宏                                   | 不適用               |
| 第10話                             |                    | 災厄的覺醒            | 安川正吾           | 島崎奈奈子 越田知明 | 丸山由太           | 北川大輔、山本篤史 砂川正和、伊部由紀子 藤井昌宏          | 動畫原創             |
| 第11話                             |                    | 露易絲的選擇          | 安川正吾           | 岡村正弘            | 岡村正弘           | 落合瞳、神本兼利 藤井昌宏                                 | 動畫原創             |
| 第12話                             |                    | 零之使魔              | 安川正吾           | 岩崎良明            | 岩崎良明           | 藤井昌宏、宮川智恵子 滿田一、戸田麻衣 出野喜則、 藤井昌宏 | 動畫原創             |

## 資料來源
1. ↑  . Seven Seas Entertainment.   [2018-05-25]. （原始内容存档于2019-05-07）.
2. ↑  Kimlinger, Carl. . Anime News Network. 2012-03-03  [2012-06-27]. （原始内容存档于2021-04-27）. When the flurry lets up though, the series lets off the brakes and goes screaming right to Harem-Harem Land.
3. ↑  Loveridge, Lynzee. . Anime News Network. 2017-08-19  [2020-04-19]. （原始内容存档于2018-12-06）.
4. 1 2  . 動畫新聞網. 2013年4月10日  [2013年9月11日]. （原始内容存档于2021年5月25日）.
5. ↑  . Media Factory.   [2015年1月23日]. （原始内容存档于2010年2月6日） （日语）.
6. ↑  . Media Factory.   [2015年1月23日]. （原始内容存档于2013年4月4日） （日语）.
7. ↑  . Media Factory.   [2014年7月26日]. （原始内容存档于2009年10月1日） （日语）.
8. ↑  . TOHAN Corporation.   [2015年1月23日]. （原始内容存档于2015年1月23日） （日语）.
9. ↑  王琼樹. . 成報. 2010-09-24: F02.
10. ↑   [零之使魔 小惡魔與春風的協奏曲]. Amazon.co.jp.   [2013年9月11日]. （原始内容存档于2021年10月24日） （日语）.
11. 1 2  ゼロの使い魔 Memorial BOOK
12. ↑  . MF文庫J『ゼロの使い魔』. 2015年6月25日  [2015年7月5日]. （原始内容存档于2021年4月26日）.
13. ↑  . CCSX Makes ACG NEWS 支店. 2015年6月26日  [2015年7月5日]. （原始内容存档于2021年3月1日）.
14. ↑  .   [2016-02-26]. （原始内容存档于2017-01-14）.
15. ↑  .   [2017年4月27日]. （原始内容存档于2021年4月20日） （日语）.
16. ↑  IMFDB, http://www.imfdb.org/wiki/Familiar_of_Zero,_The （页面存档备份，存于）

## 外部連結

### 原作、跨媒體相關連結
- MF文庫J「零之使魔」 （页面存档备份，存于）（日語）
- MF文庫J 官方網站 （页面存档备份，存于）（日語）
- 月刊Comic Alive 官方網站 （页面存档备份，存于）（日語）
- TV動畫 零之使魔 公式的X（前Twitter）

### 動畫一期相關
- （官方網站）【更新終了】（日語）
- J.C. STAFF Official site（日語）
- (TOKYO MX) （页面存档备份，存于）（日語）

### 動畫二期相關
- （官方網站）【更新終了】（日語）
- (J.C.STAFF)（日語）
- (TOKYO MX) （页面存档备份，存于）（日語）

### 動畫三期相關
- （官方網站）（日語）
- (J.C.STAFF)（日語）
- (TOKYO MX) （页面存档备份，存于）（日語）
- Columbia Music内公式 （页面存档备份，存于）（日語）

### 動畫四期相關
- （官方網站） （页面存档备份，存于）（日語）

### 遊戲改編作品
- http://www.mmv.co.jp/special/game/ps2/zero2/ （页面存档备份，存于）（日語）
- http://www.mmv.co.jp/special/game/ps2/zero/index.html （页面存档备份，存于）（日語）
- http://www.mmv.co.jp/special/game/ps2/zero3/index.html （页面存档备份，存于）（日語）

### 線上播放
- 「零之使魔」 ShowTime配信 （页面存档备份，存于）【配信終了】（日語）
- 「零之使魔～雙月的騎士～」 ShowTime配信 （页面存档备份，存于）（日語）
- 「零之使魔～三美姬的輪舞～」 ShowTime配信 （页面存档备份，存于）（日語）